# Tumba (Belasica)

Tumba (græsk: Τούμπα, bulgarsk og makedonsk: Тумба) er en top i Belasica-bjergene i regionen Makedonien. Toppen er 1.880 moh. og ligger på Belasicas vigtigste højderyg, vest for Lozen og øst for Sechena Skala-toppen. Det er et kuppelformet bjerg med stejle sydlige og nordlige skråninger, Tumba er dækket af lav subalpin vegetation og består af metamorfe sten. Tumba er bemærkelsesværdigt som det punkt, hvor Bulgariens, Grækenlands og Nordmakedoniens nationale grænser mødes (trelandsgrænse). Det er et af de sydvestligste punkter i Bulgarien og et af de sydøstligste punkter i Nordmakedonien.
I Bulgarien er gunstige udgangspunkter for opstigning fra landsbyerne Klyuch, Skrat og Gabrene. I Nordmakedonien er disse Smolari og Sharena Cheshma. I Grækenland er disse Platanakia, Kalochori og Kastanoussa. Hvert år i august, er der siden 2001 arrangeret en international udflugt til toppen under mottoet "Balkan uden grænser".